# Neuromedina B
La Neuromedina B (NMB) è un decapeptide bombesino-simile, corrispettivo nei mammiferi delle litorine / ranatensine degli anfibi. 

## Storia
La Neuromedina B è stata isolata per la prima volta nel 1985 nel Midollo spinale suino da Minamino et al. Successivamente è stata rinvenuta nel cervello e nel tratto gastrointestinale.
Le litorine erano state isolate nel 1971, negli anfibi, da  Anastasi,  Erspamer e Bucci dell'Università di Roma

## Struttura
Le litorine/ranatensine sono caratterizzate dall'eptapeptide 
C-terminale-Trp-Ala-Val-(Thr)-Gly-His-Phe-Met-N-terminale
La struttura della Neuromedina umana è stata esplicitata da Ian M. Krane et al. nel 1988:
C-terminale-Glu-Asn-Leu-Trp-Ala-Thr-Gly-His-Phe-Met-N-terminale

## Meccanismo d'azione
La Neuromedina B agisce attivando un recettore ad alta affinità chiamato "Recettore per la neuromedina-B" (NMBR o 7-TMR) accoppiato alla proteina G. Il recettore è prodotto da un gene localizzato sul cromosoma 6q23.2.

## Funzioni
La Neuromedina B svolge le seguenti funzioni:
- (1) regolazione della secrezione esocrina ed endocrina
- (2) regolazione della crescita cellulare
- (3) regolazione della temperatura corporea
- (4) regolazione della pressione arteriosa